# Route nationale 179
Die N179 war eine französische Nationalstraße, die 1824 zwischen Honfleur und Gacé festgelegt wurde. Sie geht auf die Route impériale 199 zurück. Ihre Länge betrug 79,5 Kilometer. Sie wurde 1973 abgestuft. 1979 wurde eine neugebaute Schnellstraße, die die N6 mit der N79 Mâcon nordöstlich umgehend verband, mit der Nummer N179 versehen. 1987 wurde diese Schnellstraße nahe der N79 abzweigend verlängert und zur gleichen Zeit in A40 umnummeriert. Dadurch schrumpfte die N179 auf den Abschnitt zwischen der Anschlussstelle 3 der A40 und N79. 2006 wurde sie zur D1179 abgestuft.